# Dos Acequias
Dos Acequias es una localidad  y distrito del departamento San Martín, localizada el noroeste del mismo, a 9 kilómetros de la localidad cabecera de San Martín, en el centro sur de la Provincia de San Juan, Argentina. 
Es una localidad donde el modo de vida prevaleciente es el rural, desarrollándose una importante producción de vid con destino, en forma primordial, a la elaboración de vino. 
A Dos Acequias se accede a través de vía terrestre por la Ruta Provincial 170 conocida con el nombre de "Calle Nacional".

## Población
Cuenta con 548 habitantes (Indec, 2001), lo que representa un incremento del 21,77 respecto a los 450 habitantes (Indec, 1991) del censo anterior.
- Datos: Q5813688

- Coordenadas

31°29′39″S 68°24′59″O / -31.49417, -68.41639